# Ríndanse terrícolas
Ríndanse terrícolas (1998) es el tercer álbum del grupo chileno de funk/rock Chancho en Piedra. A diferencia de sus dos discos anteriores, el sonido predominante se acerca más al rock que al funk característico de sus anteriores grabaciones y tiene más incorporación de instrumentos de viento, como flautas, trompetas, trombones y saxofones. Muchas de las canciones de Ríndanse terrícolas se transformaron en verdaderos himnos para los seguidores del grupo gracias a sus letras entretenidas y su particular visión de muchos temas importantes para los jóvenes, como la masturbación (en «Volantín») o el fin del mundo (en «Locura espacial»), El título "Rindanse Terricolas" Fue como referencia y burla a la llegada del 2000 y con ello el cambio de siglo y se especulaban supuestos sucesos que ocurrirían ese año. Claro no ocurrió nada de ello pero pues este álbum fue prueba de esas supuestas predicciones

## Lista de canciones
Todas las canciones escritas y compuestas por Chancho en Piedra. 
| Ríndanse terrícolas |                                |          |  |
| N.º                 | Título                         | Duración |  |
| 1.                  | «La gran pregunta»             | 0:31     |  |
| 2.                  | «Moscardón»                    | 2:54     |  |
| 3.                  | «Solo contra el mundo»         | 4:24     |  |
| 4.                  | «Volantín»                     | 4:03     |  |
| 5.                  | «Ríndanse terrícolas»          | 0:30     |  |
| 6.                  | «Yakuza»                       | 2:54     |  |
| 7.                  | «Discojapi»                    | 4:09     |  |
| 8.                  | «¿Qué puedo hacer?»            | 0:49     |  |
| 9.                  | «Somos los sin onda»           | 2:57     |  |
| 10.                 | «Oshcokota»                    | 4:43     |  |
| 11.                 | «La granja de los súper bebés» | 4:24     |  |
| 12.                 | «Cambio total»                 | 4:24     |  |
| 13.                 | «Mandinga»                     | 7:24     |  |
| 14.                 | «Marvin Moe»                   | 0:11     |  |
| 15.                 | «Ratones de cola pela»         | 2:47     |  |
| 16.                 | «No joda»                      | 2:06     |  |
| 17.                 | «Hermano Maynard»              | 0:20     |  |
| 18.                 | «Locura Espacial»              | 3:03     |  |
| 19.                 | «Voy a resucitar»              | 5:38     |  |

## Videos y sencillos
1. Moscardón (sencillo y video)
2. Volantín (solo sencillo)
3. Yakuza (solo sencillo)
4. La granja de los súper bebés (solo sencillo)
5. Locura espacial (sencillo y video)
6. Discojapi (solo sencillo)